# 제2차 오슬로 협정

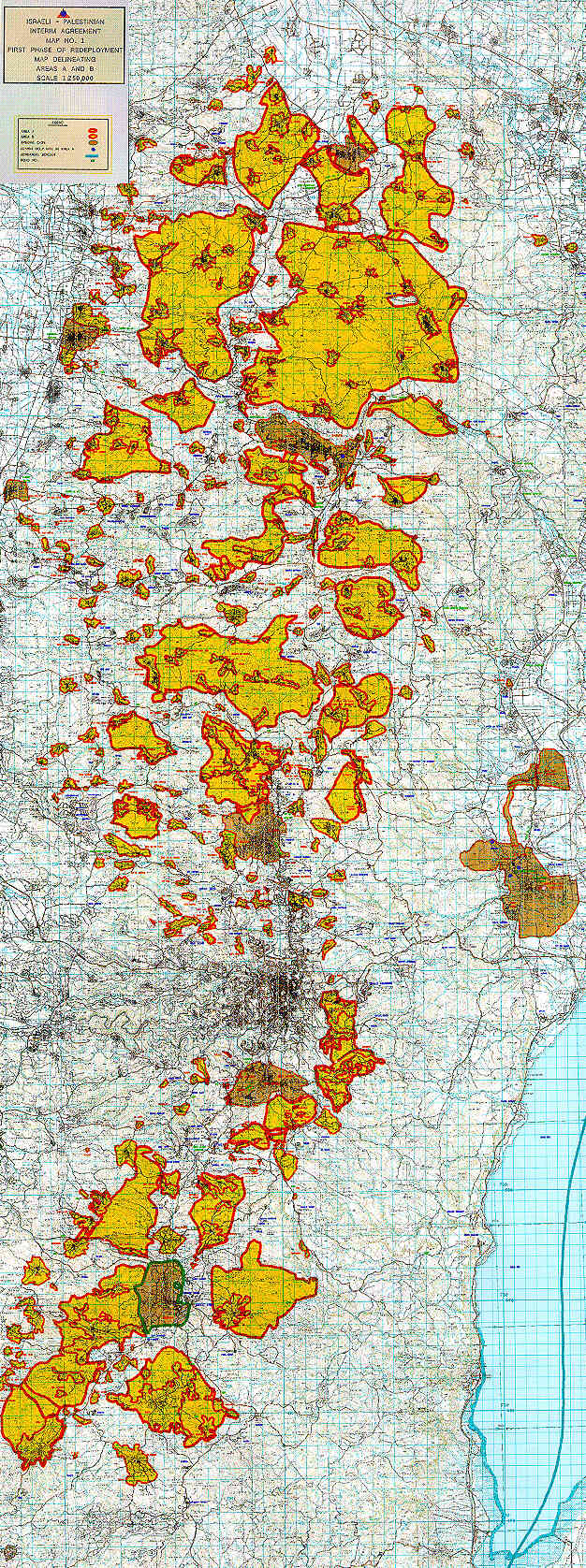
'이스라엘-팔레스타인 잠정 협정'에서의 공식 지도로, 구획 A와 구획 B가 칠해져 있다. 구획 C는 서안 지구의 나머지 지역으로 정의된다.

서안 지구와 가자 지구에 관한 잠정 협정(영어: Interim Agreement on the West Bank and the Gaza Strip, 아랍어: الاتفاق الانتقالي بشأن الضفة الغربية وقطاع غزة), 또는 약칭 제2차 오슬로 협정(영어: Oslo II Accord, 아랍어: اتفاقية أوسلو 2)은 이스라엘과 팔레스타인 간의 평화 협상의 일환으로 1995년 9월 28일 맺어진 협정이다. 협정의 체결 장소가 이집트 타바였기 때문에, 타바 협정이라고도 부른다. 제2차 오슬로 협정에서는, 기존의 오슬로 협정에서 구상하였던 팔레스타인 영토 내 과도적인 자치 정부를, 서안 지구를 구획 A, B, C로 나누어 구체화하였다. 협정의 내용과, 안전 보장 이사회 결의안 제242호와 제338호에 따라, 팔레스타인 자치 정부는 구획 A와 구획 B에서 제한적인 행정권을 얻었다.

## 역사적 배경
제2차 오슬로 협정은 1995년 9월 24일, 이집트 시나이반도의 타바에서, 이스라엘과 팔레스타인 해방기구가 먼저 체결한 후, 4일 후인 9월 28일 워싱턴 D.C.에서 이스라엘 총리 이츠하크 라빈과 팔레스타인 해방기구 대표 야세르 아라파트가 직접 만나 다시 서명하였으며, 이 때는 미국 대통령 빌 클린턴과, 러시아, 이집트, 요르단, 노르웨이, 유럽연합에서 파견한 대표단이 참관하였다.
제2차 오슬로 협정은 1993년 9월 13일 체결한 오슬로 협정의 후속 협정 역할을 하였으며, 기존에 맺었던 세 협정을 계승하였다.
- 1994년 5월 4일의 가자-예리코 협정
- 1994년 8월 29일의 이스라엘과 팔레스타인 해방기구 간의 권력 및 의무의 양도 준비를 위한 협정
- 1995년 8월 27일의 추가적인 권력 및 의무 양도를 위한 의정서

제2차 오슬로 협정의 공식 명칭에는 '잠정 협정'이라는 말이 들어가는데, 이는 제2차 오슬로 협정이 후속 협상의 기초가 되어, 최종적으로 종합 평화 협정의 시초가 될 예정이었기 때문이다. 제2차 오슬로 협정 체결 이후에도 여러 후속 협정이 맺어졌으나, 최종적인 평화 협정에는 이르지 못했다. 2002년 제안된 중동 평화 로드맵에서는 오슬로 협정을 포기하고, 더 느슨한 철수 계획을 세웠다.

## 협정의 목적

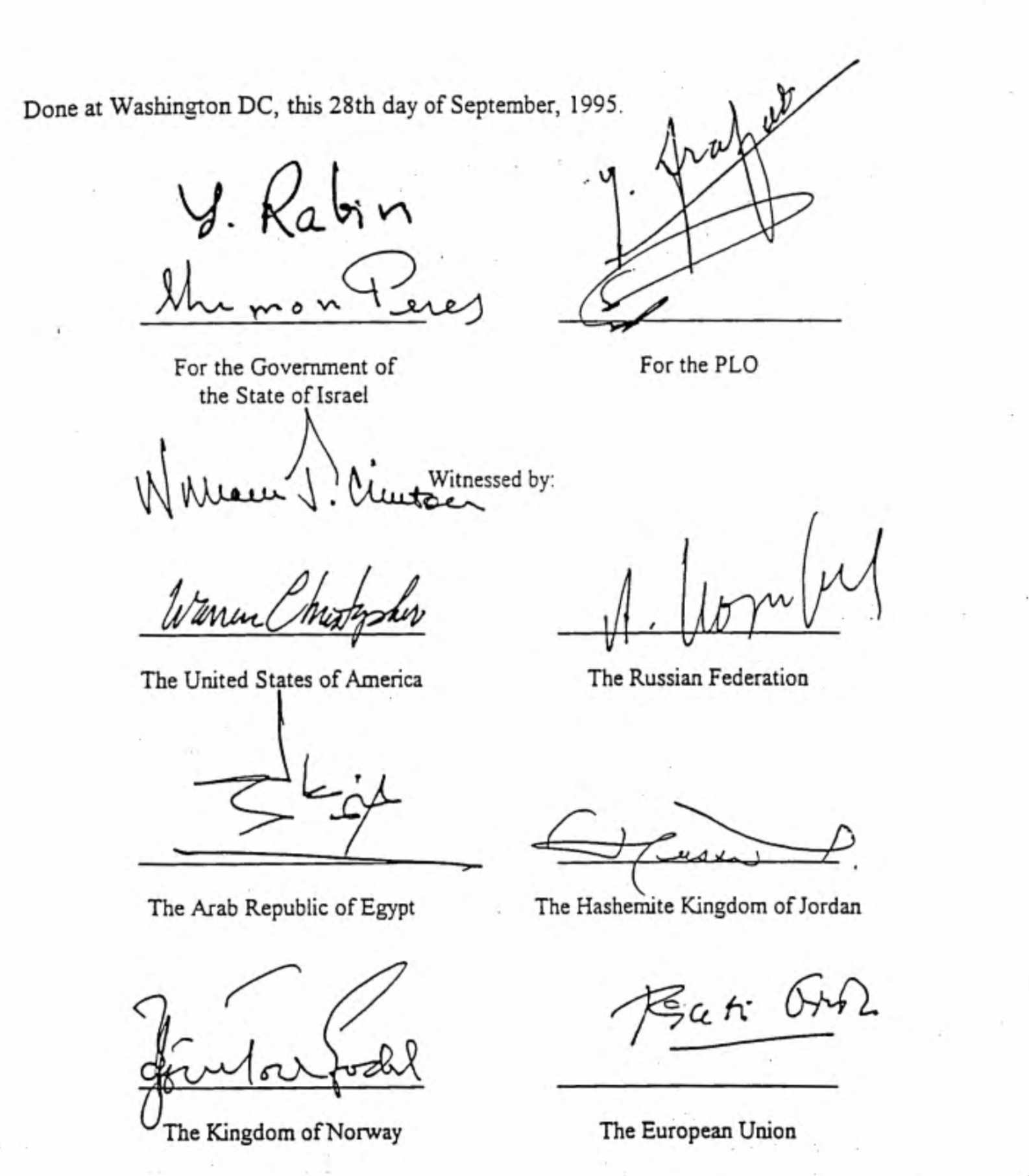
협정의 서명란.

제2차 오슬로 협정의 제일 큰 목적은, 가자 지구와 서안 지구에서 5년 이하의 기간 동안 과도적인 팔레스타인 자치 기구를 설립한 다음, 결의안 제242호와 제338호에 따른 영구적인 평화 협정을 체결하는 것이었으며, 협정 체결 당시의 계획에 따르면, 1996년 5월 4일 이전까지 최대한 빠르게 영구적 평화 협정에 관련한 협상을 시작하어, 모든 큰 문제를 해결할 예정이었다.
이스라엘 외교부는 제2차 오슬로 협정의 목적에 대해 다음과 같은 입장을 밝혔다.
선출된 자치 기구를 통해 팔레스타인이 스스로 내부 행정을 처리하도록 해 서안 지구에서 팔레스타인의 자치 정부를 확대하고, 이스라엘인과 팔레스타인인의 마찰점을 줄이고, 공공의 이익, 존엄성, 상호 존중을 바탕으로 협력과 공존의 새로운 시대를 여는 것입니다. 이와 동시에, 특히 대외 안보와 서안 지구 시민의 신변 안전을 포함해, 이스라엘의 중요한 이익을 보호합니다.

## 협정의 내용

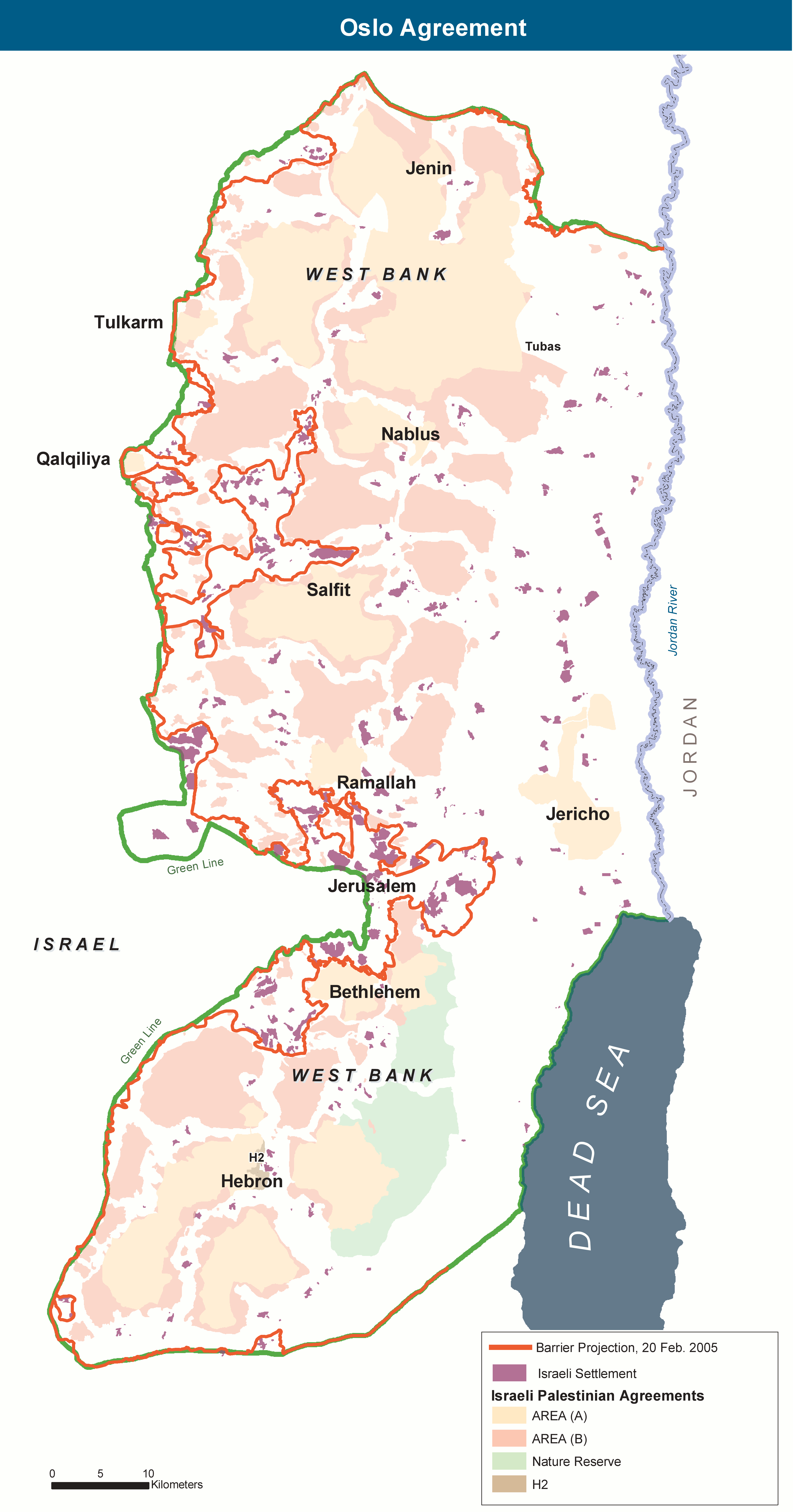
서안 지구의 지도. 빨간색 선은 2005년 2월 20일 기준 분리 장벽이다.

제2차 오슬로 협정은 장 5개, 조항 31개, 부속서 7개, 첨부 지도 9개로 이루어져 있다. 협정의 서문은 유엔 안전 보장 이사회 결의 제242호(1967), 결의 제338호(1973), 마드리드 회담(1991) 등 기존의 외교적 노력을 인정하는 내용으로 시작하며, '선출된 위원회'로 구성되는 '팔레스타인 과도 자치 정부'의 설립을 인정하는 내용도 담겼다.

### 1장: 팔레스타인 위원회
제1조~제9조에 해당하며, 행정권을 얻는 팔레스타인 '위원회'의 역할 및 권력과, 이스라엘에서 팔레스타인 위원회로 권력을 넘기기 위한 절차를 수행하는 위원회의 역할 및 권력을 규정한다. 선거의 실시 방법, 팔레스타인 위원회의 구조, 위위원회의 행정권, 다른 위원회의 종류도 서술되어 있으며, 위원회의 위원은 82명이어야 함과, 위원회의 회의는 공공에 공개되어야 한다는 내용도 담겼다.

### 2장: 재배치 및 보안 협의
제10조~제16조에 해당하며, 이스라엘 방위군의 재배치 단계, 이스라엘 보안군과 이스라엘 경찰의 역할, 가자 지구 및 서안 지구의 전망, 구획 A, B, C의 정의와 서안 지구의 분할안, 치안 및 질서 유지를 위한 합의, 적대 행위 예방, 신뢰를 쌓기 위한 행동, 팔레스타인 경찰의 역할이 규정되어 있다.
가자-예리코 합의에 따라 설립되는 팔레스타인 경찰 병력은 팔레스타인 경찰로 완전히 통합되며 이 협정의 규정을 적용받는다. 팔레스타인 경찰과 이스라엘 군을 제외하고, 다른 어떠한 무장 병력이라도 가자 지구나 서안 지구에서 설립 또는 운용되지 못한다.

### 3장: 법적 사항
제17조~제21조에 해당하며, 팔레스타인 위원회의 권한, 관할, 분쟁 해결, 입법권을 규정하고, 이스라엘과 위원회 모두 국제적으로 통용되는 인권과 법치주의의 원리에 따라 권력과 책임을 행사할 것을 약속하는 내용과, 위원회가 이스라엘 군정청 및 민정청으로부터 권한과 책임을 이양받은 후 재정적 요구, 이견, 분쟁을 처리한다는 내용이 담겼다.

### 4장: 협력
제22조~제28조에 해당하며, 이스라엘과 위원회 간의 관계에 대해 규정하고 있다.
(전략) 따라서 적대적인 선전을 포함해 서로에 대한 적대적 선동은 자제하여야 한다. (중략) 서로의 교육 체계가 이스라엘인과 팔레스타인인 사이의 평화와, 이 지역 전체의 평화에 기여해야 하며, 화해 과정에 적대적인 영향을 끼칠 수 있는 모티프의 도입을 자제해야 하며, (중략) 불법 약물 및 향정신성 물질의 매매, 밀수, 재산과 관련된 공격 등, 양 측에 영향을 주는 범죄와 싸우는 데 협력해야 하며, (후략)

경제 관계는 1994년 4월 29일 파리에서 체결한 경제 관계에 관한 의정서에서 규정한 것과 같이 시행하며, 서로 간의 협력 계획, 오슬로 협정에서 규정했던 이스라엘-팔레스타인 공동 연락 위원회 설립, 민간인 및 작전 중 실종된 군인의 추적 및 복귀 주선과 관련된 내용도 담겼다.

### 5장: 기타 조항
제29조~제31조에 해당하며, 서안 지구와 가자 지구 간의 안전한 이동 합의, 이집트 및 요르단으로의 이동 및 국경검문소에 대한 이스라엘과 위원회 간의 협력에 대한 내용이 담겼고, 마지막 부분에는 협정의 서명을 다루는 부분과, 1994년 5월 체결된 가자-예리코 협정, 1994년 9월 체결된 양도 준비 협정, 1995년 8월 체결된 추가 양도 의정서는 이 협정에 의해 대체될 것임을 나타내는 내용과, 완전한 평화 협정의 필요성과 시기에 대한 내용과, 팔레스타인 포로 석방 논의, 부속서와 첨부 지도, 이스라엘의 군사 재배치 개시에 관한 내용이 담겼다.
팔레스타인 해방기구는, 위원회의 취임 2달 내로, 1993년 9월 9일과 1994년 5월 4일 해방기구 대표와 이스라엘 총리가 서명한 서한에 따라, 팔레스타인 헌장과 관련하여, 팔레스타인 국민평의회를 소집하고, 필요한 변경 사항을 공식적으로 승인할 것을 약속한다.

## 같이 보기
- 경제 관계에 관한 의정서 (파리 의정서)
- 오슬로 협정
- 2000년 캠프 데이비드 회담